# 聖母被昇天 (ティツィアーノ)
『聖母被昇天』（せいぼひしょうてん、伊: Assunta, 英: The assumption）は、イタリアの画家ティツィアーノ・ヴェチェッリオによる絵画である。同名の作品が2点確認されている。
1. ヴェネツィアのサンタ・マリア・グロリオーザ・デイ・フラーリ聖堂に収蔵されている作品[1][2]。本項では、この作品について扱う。
2. ドゥブロヴニクのドゥブロヴニク大聖堂（英語版）に収蔵されている作品[3]。

## 作品
本作は、キリスト教の教義「聖母被昇天」を表現している。画面の上部が半円状になっており、聖母マリアの頭部がちょうど円の中心にくるように描かれている。画面の中央には、たくさんの天使たちに囲まれながら、黄金色に輝いている天空に向かって、赤色の衣を身につけ、青色のマントを羽織ったマリアが昇っていく様子が描かれている。
画面の上部には、威厳をもちながらも穏やかな佇まいを見せている父なる神が描かれている。その左右には、神にマリアの霊を示す大天使ミカエルと、王冠をマリアの頭に被せようとしている小さい天使が描かれている。
画面の下部には、信じられないことが起きているために、驚いたり動揺したりしながらも、マリアの様子を見守っている使徒たちが描かれている。画面の最下部、赤い服を身にまとい、両手を高く上げている人物の左足の付近に、ティツィアーノのサイン “TICIANVS” が入れられている。
は、サンタ・マリア・グロリオーザ・デイ・フラーリ聖堂のためにティツィアーノによって描かれた祭壇画である。
1516年に製作が開始され、1518年に完成し、同年5月19日に聖堂内に設置された。ティツィアーノは、本作によって名声を確固たるものにし、ジョヴァンニ・ベッリーニが亡くなった後にセンサリーア (Senseria) と呼ばれる公式画家に就任する。
本作が成功したことをきっかけに、キプロス島の司教、ヤコポ・ペーザロによって注文されたのが『ペーザロの祭壇画』（1519年 - 1526年）であり、これは同聖堂の左側廊に置かれている。

## ギャラリー

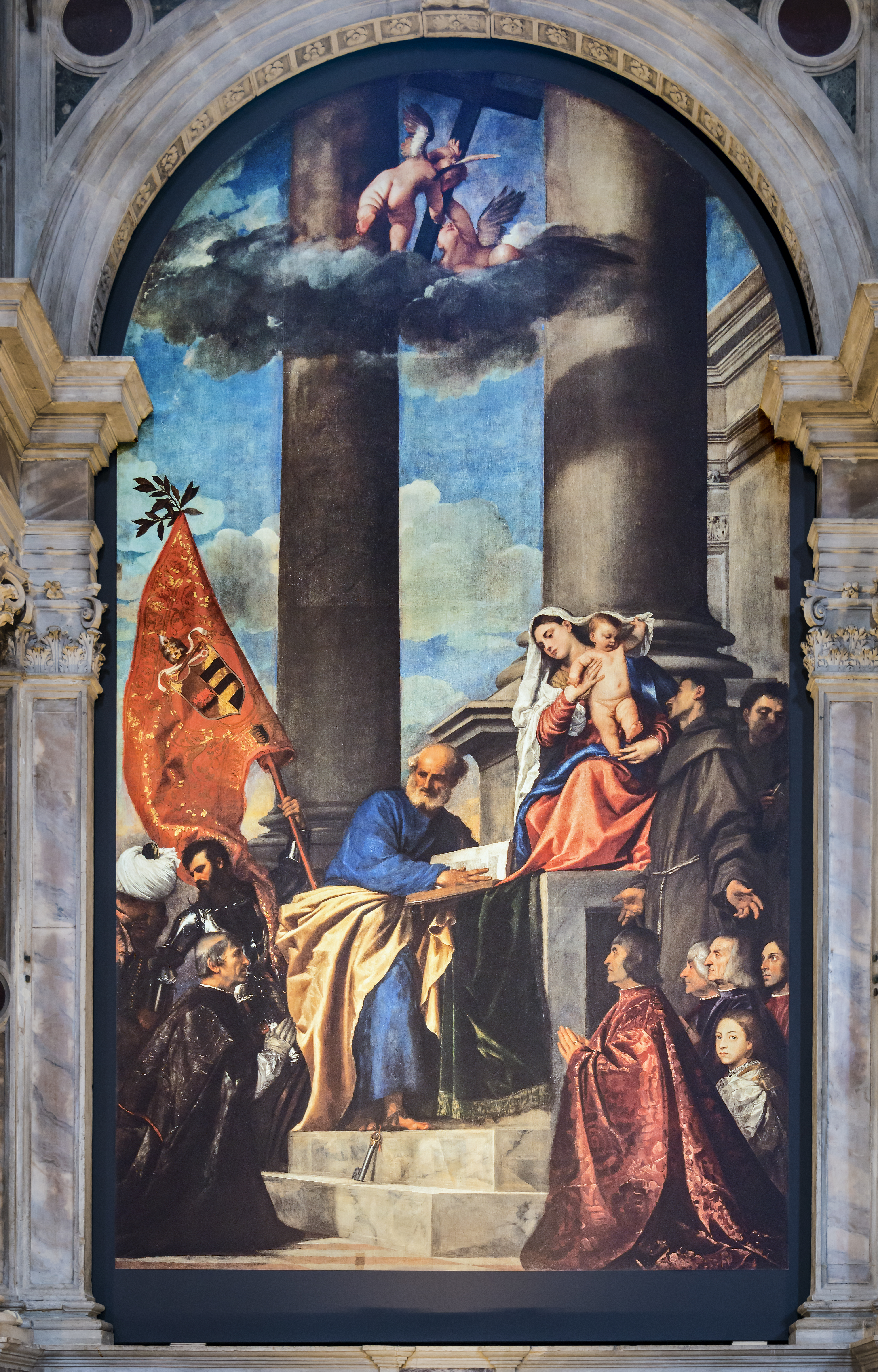
ペーザロ家の祭壇画
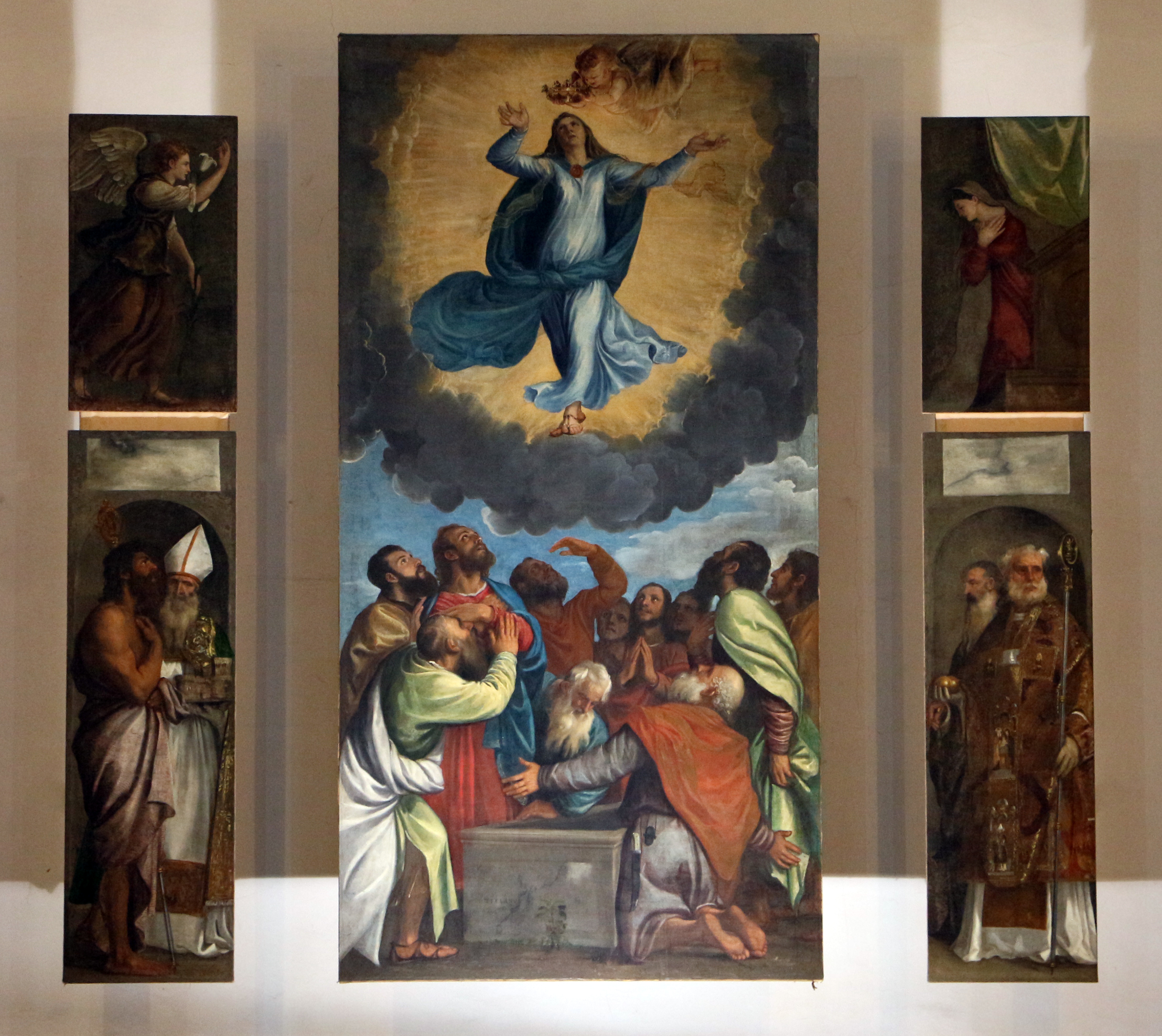
ドゥブロヴニク大聖堂（英語版）の『聖母被昇天』